# Artur Boruc
Artur Boruc (* 20. února 1980, Siedlce, Polsko) je bývalý polský fotbalový brankář.

## Klubová kariéra
V dresu Southamptonu v anglické Premier League 2. listopadu 2013 inkasoval již ve 14. sekundě laciný gól, odkop soupeřova brankáře Asmira Begoviće skončil v síti za jeho zády, Boruc jej podcenil (míč jej přeskočil). Zápas Stoke City FC – Southampton FC skončil remízou 1:1.
V září 2014 odešel na hostování do anglického druholigového klubu AFC Bournemouth. V létě 2015 do Bournemouthu přestoupil.

## Reprezentační kariéra
Boruc odehrál 1 zápas v polské mládežnické reprezentaci do 17 let a dva ve výběru do 18 let.
Poprvé se v polském národním A-týmu představil 28. dubna 2004 v přátelském zápase v Bydhošti s Irskem, Poláci remizovali doma 0:0. Artur se dostal na hrací plochu v 60. minutě.
Hrál na Mistrovství světa ve fotbale 2006 v Německu a na Mistrovství Evropy 2008 ve Švýcarsku a Rakousku.

### EURO 2008
Na Mistrovství Evropy 2008 konaném ve Švýcarsku a Rakousku odchytal všechny tři zápasy polského týmu na šampionátu, postupně 8. června proti Německu (porážka 0:2), 12. června proti Rakousku (remíza 1:1) a 16. června proti Chorvatsku (porážka 0:1). Polsko se do čtvrtfinále neprobojovalo, obsadilo se ziskem 1 bodu poslední čtvrté místo základní skupiny B.

### EURO 2016
Trenér Adam Nawałka jej zařadil do závěrečné 23členné nominace na EURO 2016 ve Francii. Byl náhradním brankářem, jedničkou na turnaji byl Łukasz Fabiański.